# 제1성전
제1성전 또는 솔로몬의 성전은 기원전 959년 이스라엘 국왕 솔로몬에 의해 성전산에 지어진 예루살렘 성전으로, 기원전 587-586년경 신바빌로니아 국왕 네부카드네자르 2세에 의해 파괴되었다. 또한 동시기 바빌론 유수가 발생하자 성전의 파괴와 추방은 예언의 성취로 여겨지며 유대인들의 종교적 신념을 강화시켰다.
타나크에서는 솔로몬의 아버지인 다윗이 이스라엘 부족들을 연합하고 예루살렘을 점령한 후 이스라엘 백성의 중심 유물인 언약궤를 도시로 가져오는 방법을 설명하고 있다. 다윗은 성전산에 성전을 짓고자 했으나, 야훼는 다윗이 많은 피를 흘렸다는 이유로 성전을 짓는 것을 허락하지 않았다. 야심찬 공공사업의 건축자로 알려진 그의 아들 솔로몬이 다윗 대신 성전을 지었다. 그는 언약궤를 창문이 없는 가장 안쪽 방이자 성전에서 가장 신성한 구역인 지성소에 두었다. 지성소에서 야훼의 임재가 쉬었다. 대제사장만이 1년에 한 번 속죄일에 희생양의 피와 타는 향을 들고 방에 들어갈 수 있었다.
성경에 따르면 성전은 종교적 건물로 사용될 뿐만 아니라 이스라엘 사람들의 집회 장소로도 사용되었다. 바빌로니아 정복의 여파로 추방된 유대인들은 결국 돌아왔고 제2성전으로 알려진 성전을 재건할 수 있게 되었다. 그러나 건물은 사라졌기 때문에 더 이상 방주를 수용하지 않았다.
바빌로니아가 예루살렘을 포위할 당시 성전산에 의식 구조가 존재했다는 일반적인 합의가 있었지만, 그 구조를 솔로몬 또는 그의 생애와 거의 동시대인 왕에게 돌린 것은 심각한 의심이 남아 있다. 학자들은 솔로몬 성전의 존재에 대한 증거가 발견되지 않았고 성전이 성경 외 기록에 언급되지 않았기 때문에 성경 기록의 진실성을 의심하고 있다. 상아 석류와 기원전 9세기 석판인 솔로몬 성전의 존재를 증명하는 유물은 가짜로 판명되었다. 많은 학자들은 기원전 600년경에 쓰여진 오스트 라콘 18로 알려진 도자기 조각에 새겨진 비문이 예루살렘 성전을 언급한다고 믿고 있으며, 이게 사실이라면 이 유물은 성경을 제외하고 솔로몬 성전에 대한 유일한 증거물이 될 것이다.

## 같이 보기
- 예루살렘 성전
- 놋 바다
- 성전산
- 솔로몬

## 참고 문헌
- Boardman, John; Edwards, I. E. S.; Sollberger, E. (1992년 1월 16일). 《The Cambridge Ancient History》. Cambridge University Press. 400–쪽. ISBN 978-0-521-22717-9.
- De Vaux, Roland (1961).  John McHugh, 편집. 《Ancient Israel: Its Life and Institutions》. NY: McGraw-Hill.
- Lundquist, John M. (2008). 《The Temple of Jerusalem: Past, Present, and Future》. Greenwood Publishing Group. 45–쪽. ISBN 978-0-275-98339-0.
- Dever, William G. (2005). 《Did God Have a Wife?: Archaeology and Folk Religion in Ancient Israel》. Wm. B. Eerdmans. ISBN 978-0-8028-2852-1. 2016년 2월 7일에 확인함.
- Dever, William G. (2001년 5월 10일). 《What Did the Biblical Writers Know and When Did They Know It?: What Archeology Can Tell Us About the Reality of Ancient Israel》. Wm. B. Eerdmans Publishing. ISBN 978-0-8028-2126-3.
- King, Philip J.; Stager, Lawrence E. (2001). 《Life in Biblical Israel》. Westminster John Knox Press. ISBN 978-0-664-22148-5.
- Finkelstein, Israel; Silberman, Neil Asher (2002년 3월 6일). 《The Bible Unearthed: Archaeology's New Vision of Ancient Israel and the Origin of Sacred Texts》. Simon and Schuster. ISBN 978-0-7432-2338-6.
- Tetley, M. Christine (2005). 《The Reconstructed Chronology of the Divided Kingdom》. Eisenbrauns. 105–쪽. ISBN 978-1-57506-072-9.
- Kalimi, I. (2018). 《Writing and Rewriting the Story of Solomon in Ancient Israel》. Cambridge University Press. ISBN 978-1-108-47126-8. 2020년 12월 7일에 확인함.
- Mendels, D. (1987). 《The Land of Israel as a Political Concept in Hasmonean Literature: Recourse to History in Second Century B.C. Claims to the Holy Land》. Texte und Studien zum antiken Judentum. J.C.B. Mohr. ISBN 978-3-16-145147-8. 2020년 12월 7일에 확인함.
- Brand, Chad; Mitchell, Eric (November 2015). 《Holman Illustrated Bible Dictionary》. B&H Publishing Group. 622–쪽. ISBN 978-0-8054-9935-3.
- Van Keulen, P. S. F. (2005). 《Two Versions Of The Solomon Narrative: An Inquiry Into The Relationship Between MT 1kgs. 2-11 And LXX 3 Reg. 2-11》. BRILL. 183–쪽. ISBN 90-04-13895-1.
- Alter, Robert (2018년 12월 18일). 《The Hebrew Bible: A Translation with Commentary (Vol. Three-Volume Set)》. W. W. Norton. 1087–쪽. ISBN 978-0-393-29250-3.
- Draper, Robert (Dec 2010). “Kings of Controversy”. 《National Geographic》: 66–91. ISSN 0027-9358. 2018년 2월 7일에 원본 문서에서 보존된 문서. 2010년 12월 18일에 확인함.
- Finkelstein, Israel; Neil Asher Silberman (2006). 《David and Solomon: In Search of the Bible's Sacred Kings and the Roots of the Western Tradition》. Free Press. ISBN 978-0-7432-4362-9.
- Finkelstein, Israel; Neil Asher Silberman (2001). 《The Bible Unearthed: Archaeology's New Vision》. Free Press.
- Glueck, Nelson (Feb 1944). “On the Trail of King Solomon's Mines”. 《National Geographic》 85 (2): 233–56. ISSN 0027-9358.
- Goldman, Bernard (1966). 《The Sacred Portal: a primary symbol in ancient Judaic art》. Detroit: Wayne State University Press. It has a detailed account and treatment of Solomon's Temple and its significance.
- Hamblin, William; David Seely (2007). 《Solomon's Temple: Myth and History》. Thames and Hudson. ISBN 978-0-500-25133-1.
- Mazar, Benjamin (1975). 《The Mountain of the Lord》. NY: Doubleday. ISBN 978-0-385-04843-9.
- Young, Mike. “Temple Measurements and Photo recreations”. 2010년 8월 7일에 원본 문서에서 보존된 문서. 2021년 7월 5일에 확인함.
- Stefon, Matt (2020년 4월 30일). “Solomon”. 《Encyclopedia Britannica》. 2020년 11월 29일에 확인함.
- “Holy of Holies”. 《Encyclopedia Britannica》. 2020년 11월 29일에 확인함.
- “Temple of Jerusalem”. 《Encyclopedia Britannica》. 2020년 9월 17일. 2020년 11월 29일에 확인함.
- Pruitt, Sarah (2014년 1월 10일). “Fate of the Lost Ark Revealed?”. 《HISTORY》. 2020년 11월 29일에 확인함.
- Lovett, Richard A.; Hoffman, Scot (2017년 1월 21일). “Ark of the Covenant”. 《National Geographic》. 2020년 11월 29일에 확인함.
- Shabi, Rachel (2005년 1월 20일). “Faking it”. 《the Guardian》. 2020년 11월 29일에 확인함.